# Roger Jackson (wioślarz)
Roger Charles Jackson (ur. 14 stycznia 1942 w Toronto) – kanadyjski wioślarz, wykładowca i działacz sportowy, mistrz olimpijski.

## Kariera
Wystąpił na igrzyskach olimpijskich w Tokio w 1964, gdzie w parze z George'em Hungerfordem zdobył złoty medal w dwójkach bez sternika. W wyścigu finałowym o 0,46 sekundy wyprzedzili osadę Holandii i o 5,69 sekundy osadę Wspólnej Reprezentacji Niemiec. Był to jego jedyny złoty medal zdobyty przez Kanadę na tych igrzyskach. Na rozgrywanych cztery lata później igrzyskach olimpijskich w Meksyku startował w jedynkach, kończąc rywalizację na jedenastym miejscu. Brał też udział w igrzyskach olimpijskich w Monachium w 1972, gdzie startował w czwórkach ze sternikiem. Kanadyjczycy odpadli tam w repasażach półfinałowych. 
Podczas igrzysk w 1968 był chorążym reprezentacji Kanady.
Kształcił się na Uniwersytecie Zachodniego Ontario i Uniwersytecie Kolumbii Brytyjskiej uzyskując dyplom z wychowania fizycznego. Następnie uzyskał doktorat z biomechaniki na University of Wisconsin-Madison. Studia postdoktoranckie ukończył na Uniwersytecie Kopenhaskim. Następnie był wykładowcą na Uniwersytecie w Calgary. Odznaczony Orderem Kanady w 1983. Był działaczem sportowym, w latach 1982-1990 był prezydentem Kanadyjskiego Komitetu Olimpijskiego.
W 1997 otrzymał srebrny Order Olimpijski, najwyższe odznaczenie przyznawane przez Międzynarodowy Komitet Olimpijski. Otrzymał także Order Doskonałości Alberty.
Razem z Hungerfordem otrzymał w 1964 nagrodę Northern Star Award.